# Nuit des Crayons
La nuit des Crayons (en espagnol : La Noche de los Lápices) est une opération de répression illégale menée par la police argentine en 1976, sous la dictature militaire, engagée dans ce qu'elle appelait une « guerre sale ». Une dizaine d'étudiants mineurs furent enlevés par les forces de sécurité, quatre d'entre eux seulement survécurent.

## Nuit des crayons (La Plata)
Selon le rapport de la CONADEP (« Commission nationale sur la disparition des personnes ») de 1983, qui n'a recensé qu'une petite partie des crimes de la dictature, dix étudiants du secondaire furent enlevés, certains dans la nuit du 16 septembre 1976 et les autres les jours suivants, à La Plata, une ville proche de Buenos Aires. La plupart des victimes étaient des militants de l'Union des étudiants du secondaire (UES, péroniste et dissoute par la dictature) de La Plata, et faisaient partie d'un groupe de seize collégiens et lycéens qui avaient organisé des manifestations, vers septembre 1975, en faveur du transport gratuit pour les étudiants. Or, selon la CONADEP, la junte de Videla considérait ceci comme de la « subversion dans les écoles ». Des vols de bijoux furent aussi commis, à cette occasion, par les forces de répression.
Toutefois, l'une des quatre survivantes, Emilce Moler, raconta en 2006 que la campagne pour les transports gratuits était trop ancienne pour intéresser les militaires, qui les avaient enlevés principalement en raison de leur activité militante (à l'UES) en général. Moler affirme que lors de la transition démocratique, la société argentine n'était pas prête à entendre les motifs véritables des « disparitions », et avait donc mis en avant cette histoire de manifestations pour les transports. Elle rappelle aussi le contexte de l'époque, l'un de leurs camarades ayant été assassiné en décembre 1975 (soit avant le coup d'État de mars 1976) pour son activité militante. Par ailleurs, d'autres adolescents avaient été enlevés à La Plata, dont, le 4 septembre 1976, Víctor Treviño, Fernanda Gutiérrez et Mercado, tous les trois âgés de 17 ans.
Plus tard, les militaires dirent à Emilce Moler (fille de policier, ce qui lui valut d'être torturée pour cela), que sa  sœur aînée, étudiante en philosophie, n'avait pas été enlevée, faute de place dans la voiture. Moler, qui fut détenue plus de deux ans dans des centres clandestins de détention, avant d'être officiellement inculpée et incarcérée à la prison de Devoto pour « association illicite », « possession d'armes » et « d'explosifs » (sic), raconte ainsi qu'on les torturait sans tenter d'obtenir quelque information que ce soit.
Toutes les victimes furent détenues dans les centres clandestins de détention, et trois seulement furent libérées, les autres assassinées. Six sont devenus des desaparecidos et quatre ont survécu. Cette opération fut réalisée par le bataillon 601 des services de l'Intelligence (qui participa ensuite à l'opération Charly), assistée de la police de la province de Buenos Aires, le tout sous la direction de Ramón Camps (es), également impliqué dans la disparition de Jacobo Timerman. Selon l'un des survivants, les commissaires Miguel Etchecolatz et Luis Héctor « Lobo » Vides auraient également participé à l'enlèvement et à la torture des adolescents. Etchecolatz a été condamné à perpétuité en 2006.
À partir d'un témoignage d'un survivant de cette opération de répression illégale, Pablo Díaz, lors du procès de la Junte en 1985, cette histoire fit l'objet d'un film d'Héctor Olivera en 1987.

## Lycéens de Bahía Blanca
Le rapport de la CONADEP a également reçu un témoignage concernant l'enlèvement d'une douzaine de lycéens, âgés de 17 ans, à Bahía Blanca, en décembre 1976. Leur « faute » : leurs parents avaient réclamé la réintégration à leur école après que ceux-ci furent expulsés par leur professeur en raison de chahuts joyeux et « excessifs ». Au moins deux d'entre eux furent torturés à la gégène. Détenus pendant plus d'un mois, ils auraient ensuite été libérés. Claudio Luis Roman Méndez, collégien de Córdoba, enlevé le 27 juillet 1976, n'eut pas cette « chance », son cadavre ayant été rendu, après plusieurs demandes de la famille, à l'hôpital le 14 août 1976, avec de nombreuses traces de torture.

## Victimes
Les étudiants enlevés lors de la Nuit des crayons furent, :
| Noms                     | Âges (en 1976) | Date de la disparition forcée | État actuel                                                                                           | Précisions |
| ------------------------ | -------------- | ----------------------------- | --- | --- |
| Claudio de Acha          | 17 ans         | 16 septembre 1976             | Disparu                                                                                               | Enlevé dans la maison d'Horacio Ungaro. |
| Gustavo Calotti          | 18 ans         | 8 septembre 1976              | Bien qu'il ait été enlevé le 8 septembre, Gustavo Calotti est considéré comme étant un des survivants | |
| Maria Clara Ciocchini    | 18 ans         | 16 septembre 1976             | Disparue                                                                                              | Enlevée avec María Claudia Falcone. |
| Pablo Díaz               | 18 ans         | 21 septembre 1976             | Survivant                                                                                             | |
| María Claudia Falcone    | 16 ans         | 16 septembre 1976             | Disparue                                                                                              | Elle a été enlevée à la maison de sa grand-mère avec Maria Clara Ciocchini |
| Francisco López Muntaner | 16 ans         | 16 septembre 1976             | Disparu                                                                                               | |
| Patricia Miranda         | 17 ans         | 17 septembre 1976             | Survivante                                                                                            | Enlevée le 17 septembre. Étudiante des Beaux Arts, elle ne faisait pas partie de la campagne pour les billets de bus scolaires gratuits. Détenue dans les centres de détention clandestins d'Arana, de Pozo de Quilmes, de Valentin Alsina et de Devoto. |
| Emilce Moler             | 17 ans         | 17 septembre 1976             | Survivante                                                                                            | |
| Daniel A. Racero         | 18 ans         | 16 septembre 1976             | Disparu                                                                                               | |
| Horacio Ungaro           | 17 ans         | 16 septembre 1976             | Disparu                                                                                               | |